# Jezioro przyozowe

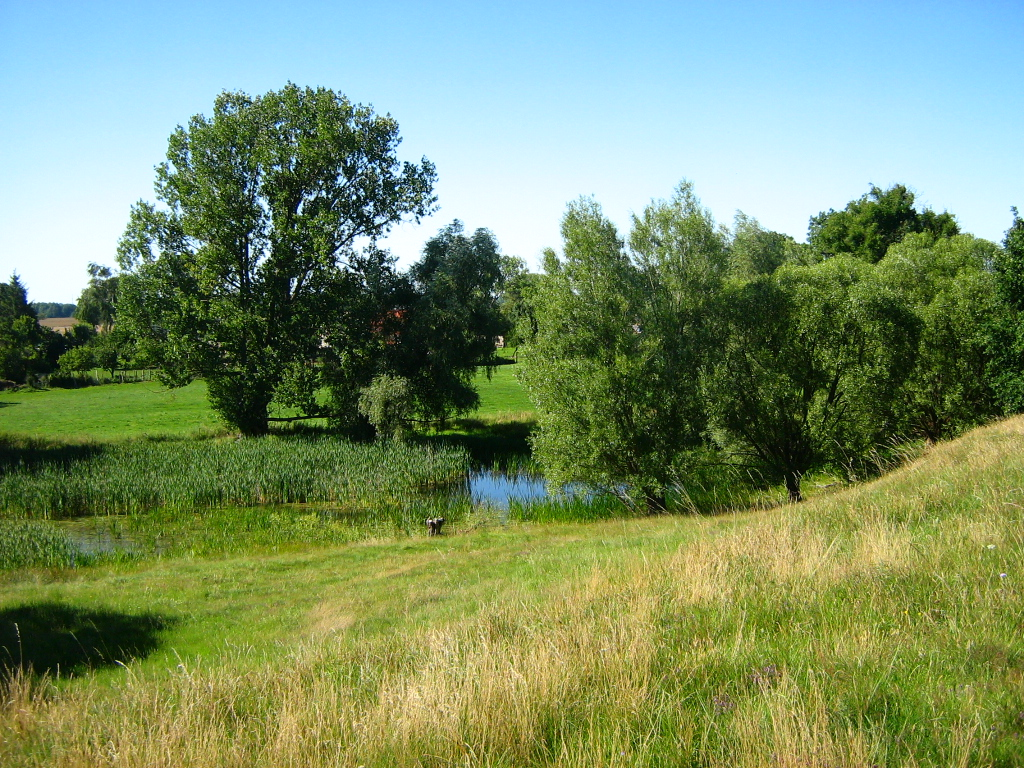
Jezioro przyozowe w Niemczech

Jezioro przyozowe – typ jeziora wyróżniany na podstawie genetycznej, podtyp jeziora lodowcowego. Powstaje w wyniku wypełnienia wodą zagłębień towarzyszących ozom. Zazwyczaj jest niewielkie, podłużne i stosunkowo płytkie, może być wypełnione torfem. Przykładami mogą być jeziora na Pojezierzu Dobrzyńskim. W bliźniaczy niemalże sposób powstają jeziora drumlinowe.